# Typa Girl
«Typa Girl» es una canción grabada por el grupo femenino surcoreano Blackpink de su segundo álbum de estudio coreano titulado Born Pink. Fue lanzada el 16 de septiembre de 2022 a través de YG Entertainment e Interscope Records. Fue escrita por Bekuh BOOM, compuesta por Dominsuk y Bekuh BOOM, y arreglos del propio Dominsuk.

## Antecedentes y lanzamiento
El miércoles 6 de julio de 2022, YG Entertainment anunció de manera oficial el lanzamiento del nuevo álbum de Blackpink para agosto del mismo año. El 31 de julio de 2022, la compañía lanzó sorpresivamente un vídeo promocional bajo el título de Born Pink, anunciando de manera definitiva el lanzamiento de un sencillo de prelanzamiento en agosto, su nuevo álbum en septiembre y el inicio de una nueva gira mundial a partir de octubre de 2022. En el vídeo, de tan solo 30 segundos de duración, se aprecian gotas de agua rosadas que caen de unos afilados dientes y se extienden rápidamente después de caer sobre una superficie, mientras suena un fondo musical de una aparente nueva canción.
«Typa Girl» se anunció como la tercera pista del álbum Born Pink el 7 de septiembre de 2022 a través de las cuentas oficiales de redes sociales del grupo.

## Composición y letra
«Typa Girl» es una canción de hip hop compuesta en clave de sol mayor con un tempo de 132 pulsaciones por minuto. La canción fue producida y escrita principalmente por Bekuh BOOM con producción adicional de Dominsuk. En una entrevista para la revista Variety, Boom dijo que había escrito el demo de la canción en 2021 en el estudio de The Black Label y que originalmente pensó que «Lisa podría usarla para su siguiente sencillo en solitario». Además, la describió como una «canción para empoderar a las mujeres». El periódico surcoreano The Korea Herald lo describió como una canción del género «hardcore hip hop», donde la letra habla de «cómo una mujer rica y poderosa puede cautivar a un hombre y ponerlo bajo su hechizo».
La pista fue definida por YG Entertainment como «una canción de pop/hip-hop con una textura única de arreglo de órgano al principio que contrasta fuertemente con su caída, y un tono metálico del estribillo que le da un sabor especial a la canción». «Después de un breve silencio, las cuatro miembros se turnan para pronunciar una línea dominante, siendo la canción contundente tanto en las letras como en la producción», señaló Abbie Aitken de revista Clash. Su letra habla con confianza sobre ser el «tipo» de persona que todos quieren que seas, lo que se combina con arreglos modernos. La canción destaca el potencial de un tipo diferente de música, con un fuerte sonido retro de los años 80.

### Controversia
La letra de «Typa Girl» generó controversia entre los fanáticos. Según algunos oyentes, su letra se parecía a la de una canción «pick me» (escógeme), mientras que «pick me girl» se usa como un término despectivo para describir a una mujer que dice o actúa como si fuera diferente a la mayoría de las otras mujeres, solo con el fin de llamar la atención de los hombres. La canción repite la letra «No soy para nada como estas otras chicas, soy la chica tipo que te hace olvidar que tienes un tipo», lo que hizo que los fanáticos consideraran si la letra es problemática o no, al hablar de «otras chicas».

## Recepción

### Comentarios de la crítica
Abbie Aitken de la revista británica Clash le dio al álbum siete puntos sobre diez, indicando sobre la pista que «'Typa Girl' nuevamente se apoya en el tema del empoderamiento. Un sintetizador infantil se ve repentinamente interrumpido por un áspero acorde de piano. Después de un breve silencio, las cuatro miembros se turnan para pronunciar una línea dominante. 'Typa Girl' es contundente tanto en las letras como en la producción. Un ritmo de trap bombardea la pista, mientras que letras como 'Traigo dinero a la mesa, no tu cena' crean un aguijón impresionante». Madison Murray del sitio web musical Genius señaló que «la canción rebosa confianza mientras las chicas hablan de su éxito, su apariencia y sus actitudes. Es un poco pecado que nos hicieran esperar hasta septiembre para lo que fácilmente podría haber sido la canción del verano». Por otra parte, Park Jun-hee del periódico malayo The Star dijo en su crítica que «la tercera pista del álbum, es aún más hardcore. Las letras comparten diferentes historias sobre la riqueza y cómo puede cautivar a un hombre. En el segundo verso, el ping-pong de notas altas y bajas de Jennie y Jisoo parece que las dos chicas están ansiosas por demostrar que son 'ese tipo de chica' que puede hechizar a los hombres».
En críticas menos positivas, Onome Uyovbievbo de Riff Magazine señaló que «'Typa Girl' muestra el sonido de una caja de música sobre un chasquido de dedos nítido que se detiene con el final abrupto de un disco distorsionado y que inmediatamente gira en un ritmo duro impulsado por el pop. Las sirenas y el mirlitón le dan ligereza a una línea de bajo que ya es contundente. Incluso con el ritmo asesino, la canción adolece de una letra mediocre y no agrega suficiente sustancia». Mientras que Tanatat Khuttapan del sitio web The Line of Best Fit dijo que «'Typa Girl' continúa la narrativa exultante de la canción principal, aunque con una esencia adicional de energía de 'no soy como otras chicas'. Sus paisajes sonoros sensuales están comparativamente atenuados, como si esperaran una caída de ritmo rimbombante que nunca llega».

### Rendimiento comercial
La canción debutó en la posición número 16 en el Billboard Global 200 y en el número 13 en el Billboard Global Excl. U.S. en los Estados Unidos. La canción tras su lanzamiento no entró en el Billboard Hot 100, pero alcanzó el puesto 14 en la lista Billboard Bubbling Under Hot 100.

## Reconocimientos

### Premios y nominaciones
| Año  | Evento                    | Premio                       | Resultado | Ref.   |
| ---- | ------------------------- | ---------------------------- | --------- | ------ |
| 2023 | Circle Chart Music Awards | Canción del año - septiembre | Pendiente | [ 24 ] |

### Listados
| Publicación  | Lista                                    | Ranking  | Ref.   |
| ------------ | ---------------------------------------- | -------- | ------ |
| Genius Korea | Las 100 canciones más populares del 2022 | 8.º      | [ 25 ] |
| Teen Vogue   | The 79 Best K-Pop Songs of 2022          | Incluida | [ 26 ] |

## Posicionamiento en listas
| Lista (2022)                                      | Mejor posición |
| ------------------------------------------------- | -------------- |
| Australia (ARIA)                                  | 57             |
| Canadá (Canadian Hot 100)                         | 51             |
| Corea del Sur (Gaon Digital Chart)                | 93             |
| Estados Unidos (Billboard Global 200)             | 16             |
| Estados Unidos (Billboard Global Excl. U.S.)      | 13             |
| Estados Unidos (Billboard Bubbling Under Hot 100) | 14             |
| Francia (SNEP)                                    | 171            |
| Hungría (Single Top 40)                           | 34             |
| Nueva Zelanda (RMNZ)                              | 4              |
| Reino Unido (OCC)                                 | 93             |
| Singapur (RIAS)                                   | 12             |
| Vietnam (Vietnam Hot 100)                         | 3              |

## Historial de lanzamiento
| País           | Fecha                    | Formato                         | Discográfica                                          | Ref.   |
| -------------- | ------------------------ | ------------------------------- | ----------------------------------------------------- | ------ |
| Mundo          | 16 de septiembre de 2022 | CD, descarga digital, streaming | YG Entertainment, Interscope Records                  | [ 37 ] |
| Corea del Sur  | 16 de septiembre de 2022 | Álbum KiT                       | YG Entertainment                                      | [ 38 ] |
| Alemania       | 16 de septiembre de 2022 | Casete                          | YG Entertainment, Interscope Records                  | [ 39 ] |
| España         | 16 de septiembre de 2022 | Casete                          | YG Entertainment, Interscope Records                  | [ 39 ] |
| Francia        | 16 de septiembre de 2022 | Casete                          | YG Entertainment, Interscope Records                  | [ 39 ] |
| Reino Unido    | 16 de septiembre de 2022 | Casete                          | YG Entertainment, Interscope Records, Polydor Records | [ 40 ] |
| Estados Unidos | 16 de septiembre de 2022 | CD (Target exclusive), Box Set  | YG Entertainment, Interscope Records                  | [ 41 ] |
| Japón          | 21 de septiembre de 2022 | CD                              | YG Entertainment, Universal Music Japan               | [ 42 ] |
| Corea del Sur  | 30 de diciembre de 2022  | LP                              | YG Entertainment                                      | [ 43 ] |